# Жестокая игра
«Жестокая игра» (The Crying Game) — психологический триллер ирландского режиссёра Нила Джордана, самый успешный его фильм в плане зрительского внимания и наград.

## Сюжет
Несколько боевиков Ирландской республиканской армии похищают британского солдата по имени Джоди в качестве заложника, требуя свободы для своих заключённых соратников в обмен на его жизнь. Джоди уговаривает одного из ирландских боевиков, Фергюса, исполнить его просьбу, и тот соглашается после смерти Джоди отыскать в Лондоне его любимую девушку, Дил, чтобы удостовериться, что с ней всё в порядке. Соратники Фергюса, подозревая его в «мягкости» по отношению к заложнику, поручают ему казнить Джоди. Он ведёт Джоди в лес, чтобы застрелить его, однако не находит в себе сил для исполнения приговора. Джоди убегает, однако при попытке пересечь дорогу его сбивает грузовик британских военных. Фергюс прячется в Лондоне от своих соратников из ИРА. Там он находит Дил и знакомится с ней. Оберегая её от полоумного поклонника и переживая смерть Джоди, Фергюс влюбляется в опекаемую им девушку. Однако во время интимных отношений выясняется, что Дил имеет пенис. Оказывается, что Дил — трансгендерный человек. Это настолько шокирует Фергюса, что он начинает чувствовать отвращение к Дил. Тем не менее ему не легко подавить в себе вспыхнувшие ранее чувства. Отношения между двумя одинокими людьми, связанными с жизнью и смертью Джоди, переходят из плоскости любви сначала в плоскость враждебности, а позже — в сферу дружбы и привязанности.

## В ролях
- Стивен Ри — Фергюс
- Джей Дэвидсон — Дил
- Миранда Ричардсон — Джуд
- Форест Уитакер — Джоди
- Адриан Данбар — Магуайр
- Джим Броадбент — Кол
- Ральф Браун — Дэйв

## Музыка
- Название фильму дал шлягер шестидесятых «The Crying Game». Специально для фильма его версию записал Бой Джордж.
- В начальных титрах звучит классическая соул-баллада Перси Следжа «When a Man Loves a Woman».
- Фильм завершается одной из самых известных кантри-мелодий, «Stand By Your Man», в исполнении Лайла Ловетта.

## Прокатная судьба
Изначально фильм вышел в прокат в Ирландии и Великобритании, где фактически провалился. Нил Джордан в своих интервью объяснял неуспех фильма тем, что главный герой, несмотря на членство в ИРА, показан в фильме в положительном свете. На фоне недавних терактов, организованных бойцами ИРА, это выглядело кощунственно. 
Несколько позднее фильм имел большой успех в США. Частично это объяснялось широкой рекламной кампанией, частично — равнодушием американцев к угрозе ирландского терроризма, частично — высокими художественными достоинствами самой ленты. Прокат «трудного» фильма в Америке стал первым крупным успехом молодой кинокомпании Miramax.

## Награды и номинации
- 1993 — премия «Оскар» за лучший оригинальный сценарий (Нил Джордан), а также 5 номинаций: лучший фильм (Стивен Вулли), лучший режиссёр (Нил Джордан), лучшая мужская роль (Стивен Ри), лучшая мужская роль второго плана (Джей Дэвидсон), лучший монтаж (Кант Пан)
- 1993 — номинация на премию «Золотой глобус» за лучший фильм — драма
- 1993 — премия BAFTA за лучший британский фильм (Стивен Вулли, Нил Джордан), а также 6 номинаций: лучший фильм (Стивен Вулли, Нил Джордан), лучший режиссёр (Нил Джордан), лучшая мужская роль (Стивен Ри), лучшая мужская роль второго плана (Джей Дэвидсон), лучшая женская роль второго плана (Миранда Ричардсон), лучший оригинальный сценарий (Нил Джордан)
- 1993 — премия «Независимый дух» за лучший иностранный фильм (Нил Джордан)
- 1993 — номинация на премию Гильдии режиссёров США за лучшую режиссуру художественного фильма (Нил Джордан)
- 1993 — премия Гильдии сценаристов США за лучший оригинальный сценарий (Нил Джордан)
- 1992 — премия Национального совета кинокритиков США за самый многообещающий дебют (Джей Дэвидсон), а также попадание в десятку лучших фильмов года